# ソフィアコレクション
ソフィアコレクション合同会社（英:  SOPHIA COLLECTION LLC）は、日本の芸能プロダクション・映像制作会社。

## 概要
2021年1月に設立され、同年11月より映像制作に本格的に携わる。以後、俳優・ミュージシャンのマネジメントやショートドラマの制作、舞台の制作協力など、多方面で事業を展開している。芸能事務所ハルベリーオフィスと提携している。

## 所属
2025年6月16日時点の公式サイト情報による

### 俳優
- 菅野郁弥
- 前塚彩結
- 井上遥
- 神凪りこ（業務提携）
- 桜望華奈（業務提携）
- 新川敬進
- 岩崎世奈(業務提携)
- 三島竜太
- 竹内瞳
- hana
- 千はふり
- 一久保友希
- Ｌａｎｋａ
- ありゆい
- 吉村亜胡
- 岩崎海夕
- 春崎結衣
- 楓月
- 夏生凛
- 今井杏寿

### ミュージシャン
| - タケ・ウケタ - 木邑のりよ - 桜川たつる - 村山明日香 |

### 所属プロデューサー
| - いずみよしはる - 吉田学 - 久保真一郎 |

## 作品

### 制作
- 『サヨナラの季節』[4](制作中) 監督/宮野ケイジ
- 『書架の物語』[5] 監督/長谷川朋史，出演/井上遥・峰平朔良・森田雅之・高倉菫・桜望華奈・前塚彩結・菅野郁弥・岩崎世奈・笹生翔也
- 舞台『神様の思し召し[6]』舞台監督/清香，脚本/山本滋久，演出/中村恵子，出演/麻生竜司・三島竜太・茉月りりこ・森あす花

### 制作協力等
- 『メイヘムガールズ』監督/藤田真一，出演/吉田美月喜・井頭愛海・神谷天音・菊地姫奈
- 『single8』[7] 監督/小中和哉，出演/上村侑・髙石あかり・福澤希空・桑山隆太
- 『TSUSHIMA』[8] 監督/山根高文，出演/山田純大・中西悠綺・二宮芽生 ・浜浦彩乃 ・ケニー大倉・勝野 洋
- 『フレームを外れたところ』[9]監督/宮野ケイジ，出演/武田航平・坂東希・菅野郁弥・稲垣雅之・ケニー大倉
- 『少女A』[10]監督/宮野ケイジ，出演/星乃夢奈・竹中直人
- 『ミスケンにおまかせ』[11] 監督/太田実
- 『ミスケンにおまかせ２～ホラーな合宿大作戦～』[12] 監督/藤原道仁